# 衛視

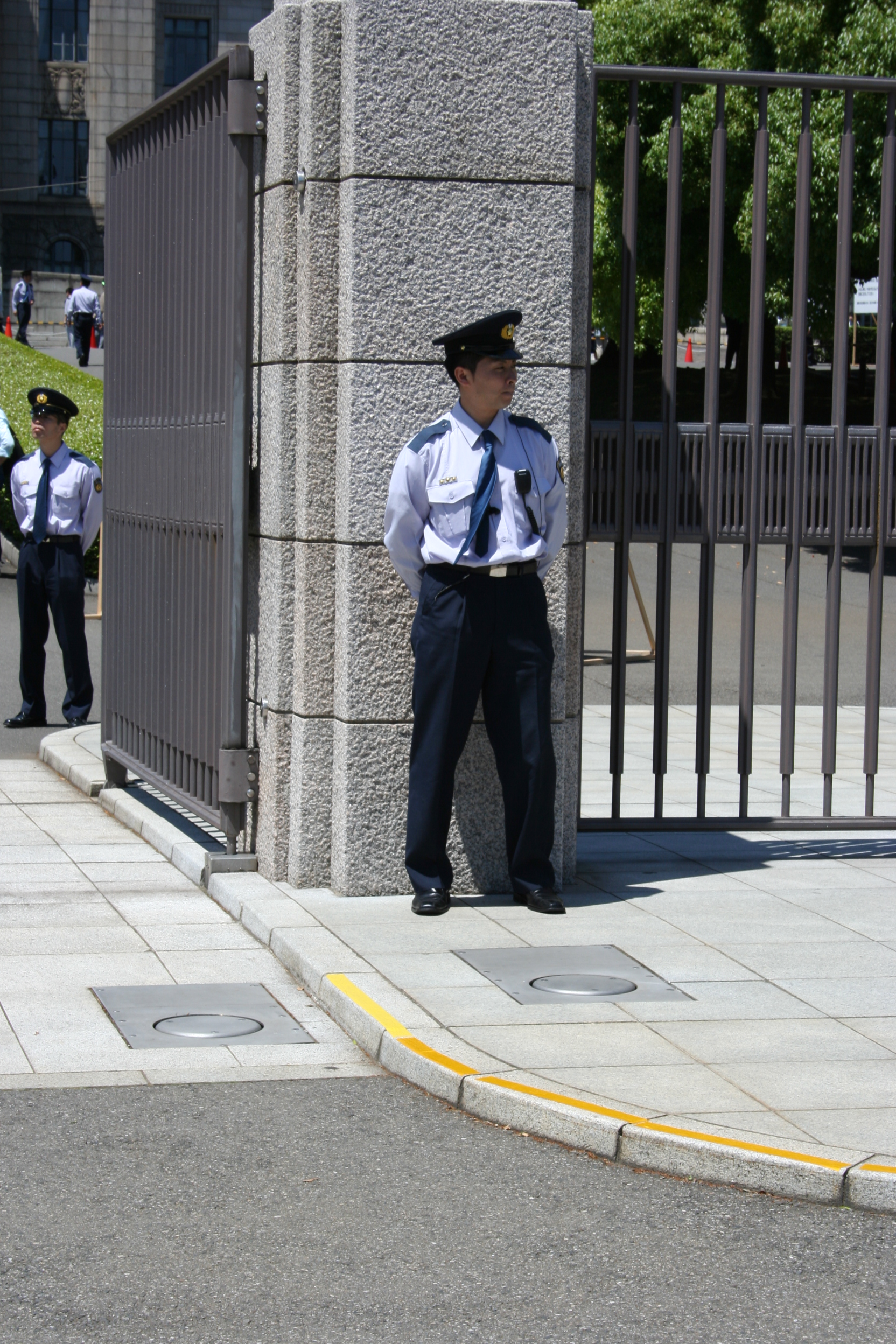
国会議事堂正門前で立哨する衛視

衛視（えいし）は、公的機関などの警備や監視を行う者の名称。
本項では、日本の国会議事堂内の警備を行う国会職員について主に記述する。

## 法規
日本の国会における「衛視」とは、衆参両議院の議院事務局に置かれる国会職員の一種である。議院事務局の長である事務総長により、衆議院・参議院の参事の中から命ぜられ、国会法第114条により付与される議院警察権の執行など、各議院の紀律保持のための警務に従事する。
設置の根拠法である議院事務局法上では、事務総長が参事の中から「衛視長」「衛視副長」「衛視」を命ずるとあるように、衛視の呼称は警務を職務とする参事のうち最も初歩的な事務をつかさどる最下級の階級の名称である。一方、それとともに、「衛視長等まで含めた警務を行うすべての参事」を指す場合にも「衛視」の語は用いられる。

## 階級
衛視の階級は最高位である「衛視長」以下、4階級に分かれている。議院事務局法においては衛視長、衛視副長、衛視の3階級が規定され、任命権者である衆議院事務総長・参議院事務総長によって、衆議院事務局・参議院事務局の参事の中から命ぜられる。なお、衛視班長は在勤年数を重ねた衛視が就くが、議院事務局法上の階級ではなく警察官の巡査長や刑務官の主任看守、入国警備官の主任警守などに相当する一種の名誉階級である（「衛視班」という編成単位はない）。
| 序列 | 階級     | 職務                                                                                 |
| ---- | -------- | ------------------------------------------------------------------------------------ |
| 1    | 衛視長   | 上司の命を受け警務を掌り、衛視副長及び衛視を指揮監督する。                           |
| 2    | 衛視副長 | 上司の指揮監督を受け警務に従事し、衛視を指揮監督する。                               |
| -(3) | 衛視班長 | 上司の指揮監督を受け警務に従事し、衛視副長を補佐しまたは代理し、衛視を指揮監督する。 |
| 3(4) | 衛視     | 上司の指揮監督を受け警務に従事する。                                                 |

## 制服
警察官の制服と同様、制帽の帽章やエンブレム、ワッペンには旭日章と桜模様を用いている。制服の全体的なデザインは警察官と似ているが、違いは上衣胸ポケットのひだが2条のもので、職階章（階級章）が国会議事堂をかたどったものであり、エンブレム（ワッペン）に入っている文字も衆議院又は参議院の英語表記（衆議院衛視は"House of Representatives"、参議院衛視は"House of Councilors"）である。階級章は警察官が左胸に付けるのに対し、衛視は職階章を右胸に付ける。エンブレム（ワッペン）も同様に、警察官は上衣右上腕部に付けているが、衛視は左上腕部に付いている。
また、原則として武装も個人ではしておらず、ズボンの時計ポケットに笛を入れているのみである。盾や警杖は警務部の備品として警備詰所等に配備されている。しかし、近年（正確な装備開始時期は不詳）は配置場所によっては常時防刃ベストを着用し、特殊警棒を携帯している衛視も存在する。

## 身分・待遇
衆議院事務局・参議院事務局に勤務する国会職員で、国家公務員法上の特別職である。衆参両議院事務局いずれとも警務部の各課に所属する。
人事・給与体系は国会の一般事務職員とは区分されており、高等学校卒業程度を対象とする衛視採用試験によって任用され、衛視の階級を順次昇進する。
議院警察権の行使に関わる事務をつかさどることから、一般職国家公務員の公安職と同様の給与体系をもつ議院警察職俸給表が適用される。

## 職務・権限
職務執行は、衆議院と参議院とでそれぞれの議長の指揮下において行われるため、管轄区域もそれぞれの議長の管理する区域である。すなわち、国会議事堂とその別館、分館において、衆議院側は衆議院の衛視、参議院側は参議院の衛視が管轄する。また、現在の議員会館が建設されてからは、各議院の議員会館の警備も担当している。中央棟の御休所の警備は参議院衛視、大臣室は衆議院衛視が担当している。
議院記章等の点検を行い、院内への不法侵入の予防などに当たり、また議事堂の各門や連絡用通路、議場、委員室・委員会室、議員会館の警備に当たる姿が一般に見られるが、職務の内容はその他広範なものである。議員記章と前議員記章の交付は会計課であるが、それ以外の議院記章は警務部で交付される。
最も重要な職務として院内警察がある。各議院には、議院自律権が認められるため、行政官である一般の警察官は、各議院における職権行使が制限されており、院内警察は衛視の職務とされているためである。ただし、院内警察権は議事堂本館と各院の別館の門内に限られ、議員会館は含まれないのが先例である。
ただ、衛視のみをもってしては、十分に院内の紀律を保持することができないなど、議長が必要と認めた場合には、議長は内閣に対し、警察官の派出を要求することができる。この要求に基づく派出警察官は、議長の指揮下におかれ、衛視とともに院内の警察権を執行する。衆議院公報及び参議院公報によれば、毎国会ごとに警視庁警部以下の警察官が派出されているのが慣例となっている。
要人の警護についても、警視庁警備部警護課のSPには公務員記章が交付されているが、院内は衛視が主として警護を行い、在院中の内閣総理大臣や国賓に対しては正副議長に準じて警護を行う。また、特に参議院の衛視は、参議院議場において行われる国会開会式に際し、議事堂に来訪する天皇の先導・警衛を務めている。国会開会式のほか、公賓の来訪などに際しては、衛視が儀礼服を着用して警備に当たることがあり、衛視には議院の威儀を正す役割もある。
このほか、日常的にも傍聴席での傍聴人による議事妨害や、議員間の対立から生じる騒乱等の回復に当たることも多い（強行採決が予想される際、乱闘に備えて委員長の周囲を固める様子が見受けられる）。
議場内での混乱の収拾には、議長により衛視執行命令が発せられることが通例である。議場内において議員の身柄を拘束するには、議長からの命令が必要なためである。傍聴席の混乱が著しい場合には、傍聴人の退場を命じるなどの議長の命令が発せられるが、傍聴席においては、議場における議員の逮捕のような制限がないため、威力業務妨害罪等の現行犯逮捕は、議長の命令を待つことなく行うことが可能である。
また、衛視の勤務する警務部の所掌事務は議院警察と警備のほか、傍聴、参観、面会など多岐に渡っており、傍聴人、面会人の受付、案内や、議事堂参観の案内も各議院でそれぞれ衛視によって行われる。
国会の消防も警務部の所掌であり、各議院の議院活動が火災や地震等の災害により阻害されることのないようにする防災消防、各議院の災害対策委員会の事務局なども衛視によって担われている。また、各議院の自衛消防隊は衛視によって編成されている。
逮捕術などの訓練は議員会館内の柔道場や剣道場に警視庁から師範を招聘するなどして行っている。同施設は主に衛視の訓練用だが議員や秘書の他、議員に招待された一般人も利用している。

## 沿革
衛視の前身は、帝国議会において貴族院・衆議院の両院に置かれていた「守衛」である。

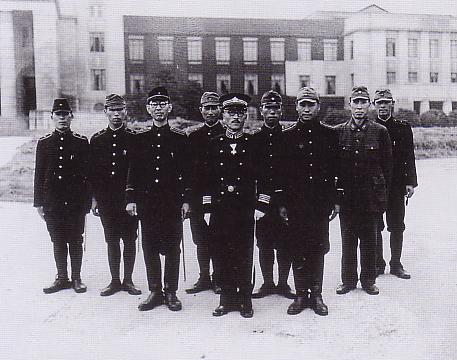
帝国議会時代の守衛

「守衛」は両議院事務局に所属する官吏で、守衛長、守衛番長（守衛副長）、守衛班長、守衛の4階級に分かれていた。このうち法令上の官職であるのは守衛長、守衛副長、守衛の3つで、守衛長は奏任官、それ以外は判任官であった。また、特別任用令によって、経験年数と選考によって守衛から守衛副長、守衛副長から守衛長に昇任することができるとされており、本人の実力次第で守衛として奏任官の守衛長まで昇進することができた。
1947年に日本国憲法が施行されて国会が発足するに先立って制定された議院事務局法では、事務局の職員は「官吏」から「国会職員」へと呼称が変更され、旧来の「勅任官」は「参事」、「奏任官」は「副参事」、「判任官」は「主事」の職名に統一された。またこのとき、「守衛」の職は「衛視」と改められ、衛視長は副参事、衛視副長及び衛視は主事から命ぜられるものとされた。これにともない、同法附則は貴族院・衆議院の現職の守衛長は衛視長たる副参事に、守衛副長は衛視副長たる主事に、守衛は衛視たる主事に切り替えるものとした。
その後、1948年の改正で「副参事」の職名が「参事」と統合され、さらに1959年の改正で「主事」が「参事」と統合されたため、現在はいずれの階級も「参事」から命ぜられる。

## 国会以外の日本の衛視
地方公共団体やその議会においては、条例等により、庁舎管理や警備にあたる職員の職名を「衛視」と規定している場合が見られる。
地方公共団体における衛視は、名称の上では衛視であっても、国会の衛視と異なり、警察権の執行などを行う職権は存在しない。衆参両議院の衛視は執行職であるが、この場合は、単に同一の職名を使用しているに過ぎず、内実は大きく異なる。
またこの他、伊勢神宮等の大規模な宗教法人や一部の政党等では警備を外部の警備会社に依託せず、独自に警備専任の職員を雇用して警備に当たらせている場合がある。このような場合の警備職員も衛視と呼ばれることがある（なお、伊勢神宮では「衛視」ではなく「神宮衛士」の表記を用いており、読み方も「えいし」ではなく「えし」または「えじ」である。

## 日本以外の国の衛視
日本以外の国に対して、日本語では、議会の警務に携わる議会の職員のことを「衛視」と訳すことがある。守衛官を参照。

### イギリス議会
イギリス議会では、庶民院（下院）の守衛官（Serjeant-at-Arms）、貴族院（上院）の黒杖官（Black Rod）がそれぞれ警務の責任者として置かれており、これらの下に Serjeant の官名を持つ職員がいて、これらを「衛視」と訳すことがある。また、その下には議場の門扉の警備や議員の案内を務める Doorkeeper （門衛）と呼ばれる職員が、守衛官・黒杖官の指揮を受けて警務にあたっており、これも「衛視」と訳しうる。
なお、イギリス議会ではこのほかに、ロンドン警視庁から派出された警察官からなる議会警備隊があり、各議院から給与等の経費を支給されて、守衛官や黒杖官の指揮下において職務を行っているが、彼らは警察官であるので、通例「衛視」と訳すことはない。

### アメリカ合衆国議会
アメリカ合衆国議会においては、かつて、両議院の守衛官（Sergeant at Arms）の下にDoorkeeperが置かれており、Sergeant at Armsを「衛視長」、Doorkeeperを「衛視」と訳すことがあった。しかし現在は合衆国議会警察（Capitol Police）が置かれているため、日本の衛視に相当する警務に従事する議会職員は存在しない（アメリカでは三権の機関が個別に警察を持つ。大統領府はシークレットサービス、司法府は連邦保安官）。